# Vicq (Allier)
Vicq település Franciaországban, Allier megyében. Lakosainak száma 294 fő (2022. január 1.). Vicq Ébreuil, Naves, Saint-Bonnet-de-Rochefort, Sussat és Valignat községekkel határos.

## Népesség
A település népessége az elmúlt években az alábbi módon változott:
| Lakosok száma | 430  | 315  | 300  | 314  | 327  | 328  | 331  | 313  | 297  | 294  |
|               | 1968 | 1982 | 1999 | 2006 | 2011 | 2015 | 2017 | 2018 | 2020 | 2022 |